# 사카이미나토역
사카이미나토역(일본어: 境港駅)은 일본 돗토리현 사카이미나토시에 위치한 서일본 여객철도 사카이 선의 철도역이다. 섬식 승강장 1면 2선의 구조를 갖춘 지상역이다.

## 타는 곳
| 1 · 2 | ■ 사카이 선 | 요나고 방면 | 통상은 1번 승강장부터 발차 |

## 역 주변
- 사카이 항
- 미나토사카이 교류관
- 돗토리 은행
- 시마네 은행
- 오미나토 신사

## 역사
- 1902년 11월 1일 : 관설철도 사카이역으로서 개업. 미쿠리야 역 - 요나고 역 - 사카이 역 간에 개업했던 구간의 종착역으로서 개업함. 역 장소는 현재의 위치로 되어, 약간 동쪽에 위치함.
- 1909년 10월 12일 : 선로 명칭 제정. 사카이 선의 소속역이 됨.
- 1919년 7월 1일 : 사카이미나토역으로 개칭.
- 1987년 4월 1일 : 일본국유철도 분할 민영화에 의해, 서일본 여객철도가 승계.
- 1995년 : 현재의 장소로 역사 개축.

## 인접 역
| 서일본 여객철도 사카이 선 | 서일본 여객철도 사카이 선 | 서일본 여객철도 사카이 선 |
| ------------------------- | ------------------------- | ------------------------- |
| 바바사키초 요나고 방면    | ■ 사카이 선               | 시·종착역                 |